# Luisa Revilla Urcia
Luisa Revilla Urcia (Trujillo, 12 d'octubre de 1971 - Trujillo, 15 d'abril de 2021) va ser una política i activista pels drets LGTB peruana. Va ser la primera persona transgènere a ser elegida per a un càrrec polític al Perú.

## Trajectòria
A l'octubre de 2014 es va postular per a la regidoria de la província de Trujillo en representació del districte de l'Esperança, encapçalant la llista del partit polític Moviment Regional per al Desenvolupament amb Seguretat i Honradesa (MDSH). Revilla va ser triada en els comicis, convertint-se en la primera regidora obertament transsexual del seu país, mantenint-se en el càrrec fins al 2018.
El 2017, durant el XII Cens de Població, VII d'Habitatge i III de Comunitats Indígenes, es va respectar la seva identitat de gènere i va ser empadronada com a dona. Aquell mateix any, durant el lliurament de guardons a diverses dones pel Dia Internacional de la Dona, l'alcalde Elidio Espinoza li va lliurar un diploma i una medalla de part de la municipalitat provincial de Trujillo en reconeixement pel seu activisme en la comunitat trans.
Com a activista LGBT va destacar en la seva participació a favor dels drets LGBT de la seva ciutat natal durant el Dia Internacional de l'Orgull LGBT. El 2019 va ser nominada a l'Orde al Mèrit de la Dona 2019 del Perú. Va morir el 15 d'abril de 2021 a l'Hospital Regional Docente de Trujillo a causa de la COVID-19 durant la pandèmia d'aquesta malaltia.